# Pat Masioni
Pat Masioni (né à Mikuzi, dans la province du Bandundu, en 1961) est un auteur de bande dessinée, illustrateur et caricaturiste congolais (RDC).

## Biographie
Né en 1961 à Mikuzi dans le Bandundu, Pat Masioni étudie à l'Académie des beaux-arts de Kinshasa d'où il sort diplômé en architecture. À partir de 1983, il travaille pour les éditions Saint-Paul, pour lesquelles il dessine une quinzaine de bandes dessinées et albums illustrés hagiographiques distribués dans toutes les paroisses catholiques du pays, dépassant le cap des 250 000 exemplaires vendus au Congo[réf. nécessaire]. Il illustre également « un nombre incalculable d'ouvrages de tous genres et dans tous domaines », ainsi que de 1987 à 2001 de nombreux ouvrages fictionnels de Zamenga Batukezanga, et est caricaturiste pour le quotidien Le Palmarès.
Parallèlement, il cofonde en 1988 l'association CRIA, renommée Acria (Atelier de création, recherche et initiation à l'art) en 1992, qui publie en 1990-1991 trois numéros d'un éphémère mensuel, AfroBD. Il dirige également les trois premiers festivals de bande dessinée africaine organisés à Kinshasa. Caricaturiste réputé dans Le Palmarès, il réalise, entre autres, la série « Samba Diallo » pour Planète jeunes. En 2001, il participe à l'exposition parisienne « À l'ombre du baobab ». L'année suivante, il s'installe dans la capitale française et emporte l'un des quatre premiers prix Africa & Mediterraneo. Après avoir participé à divers collectifs, il réalise une bande dessinée en deux tomes consacrée au génocide rwandais, publiée par les éditions Albin Michel en 2005 et 2008, une biographie dessinée d'Israel Vibration publiée par BDMusic en 2009 et une série réaliste didactique consacrée à une coopérante internationale publiée par Grad en 2009-2010, à chaque fois avec différents scénaristique. Il continue parallèlement à publier dans la presse africaine, notamment la série Lycée Samba Diallo écrite par Kidi Bebey dans le magazine Planète jeunes de 2004 à 2011, et à exposer régulièrement dans toute l'Afrique. 
Fin 2009, l'éditeur américain Vertigo publie le diptyque « The Way Home », épisode de la série Soldat inconnu écrit par Joshua Dysart (en), qui lui vaut un prix Glyph Comics (en) l'année suivante. Cette publication fait de Masioni le premier auteur de bande dessinée noir africain à être publié aux États-Unis par DC ou Marvel. En 2017, il collabore étant dessinateur coloriste dans la mini série Mata Hari, en cinq épisodes, chez l'éditeur américain Dark Horse Comics Berger Books.
Tout en continuant à exposer régulièrement et participer à divers festivals, Masioni réalise à nouveau plusieurs bandes dessinées didactiques dans les années 2010, notamment pour diverses agences de l'ONU.

## Œuvre

### Bande dessinée

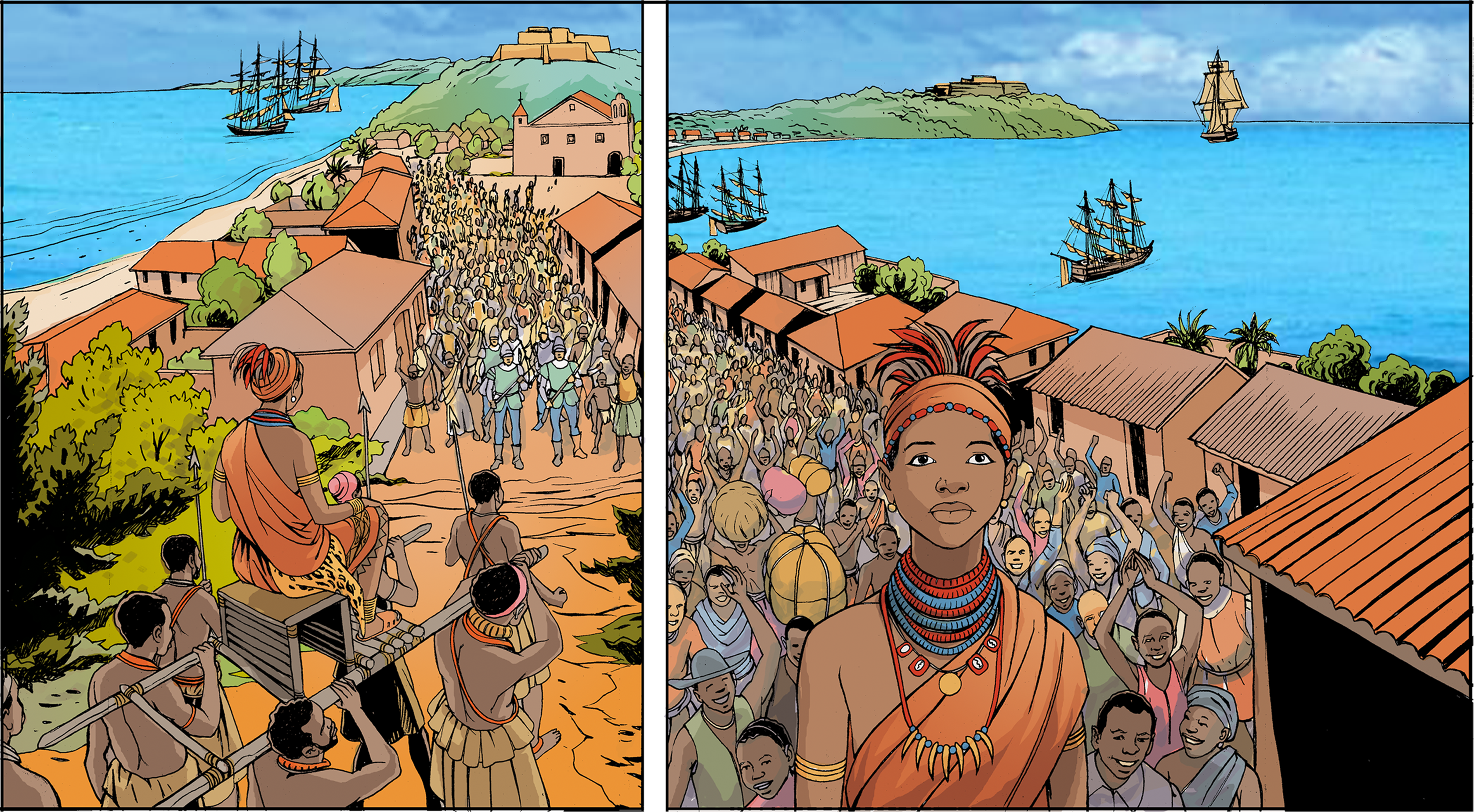
Extrait de Njinga Mbandi, reine du Ndongo et du Matamba (Unesco, 2014).

- Rwanda 1994 (dessin), Rwanda 1994, Albin Michel :

1. Descente en enfer, avec Ralph et Grenier (scénario), 2005  (ISBN 2-226-15809-X).
2. Le Camp de la vie, avec  Austini et Grenier (scénario), 2008  (ISBN 978-2-226-17723-0).

- Israel Vibration (dessin), avec Nicolas Pothier (scénario), BD Music, coll. « BD World », 2009  (ISBN 978-2-84907-061-1).
- Agathe, agent S.I. (dessin), avec Christophe Vadon], GRAD :

1. À la découverte de la Solidarité internationale, 2009  (ISBN 2910222322).
2. Travailler dans la coopération internationale, 2010  (ISBN 2910222330).

- (en) Unknown Soldier, vol. 4, n° 13-14 : « The Way Home » (dessin), avec Joshua Dysart (en) (scénario), Vertigo, 2009.
- Participation dans : Marie Moinard et collectif, En chemin elle rencontre... Les artistes se mobilisent pour le respect des droits des femmes, Vincennes/Paris, Des ronds dans l'O / Amnesty International, février 2011, 96 p. (ISBN 978-2-917237-15-1)
  - (fr) Soldat inconnu, t. 3 : Saison sèche, Urban Comics, coll. « Vertigo Classiaques », 2013  (ISBN 978-2-365-77224-2).
- (en) LL3 : Living Level 3 (dessin avec Alberto Ponticelli), avec Joshua Dysart (scénario), Programme alimentaire mondial, 2016.
  - (fr) UN3 : Urgence niveau 3, Bliss Editions, 2018  (ISBN 978-2-375-78167-8).
- Njinga Mbandi, reine du Ndongo et du Matamba (dessin), avec Sylvie Serbin et Édouard Joubeaud (scénario), Njinga Mbandi, reine du Ndongo et du Matamba, Unesco, 2014  (ISBN 978-92-3-100026-3).

## Récompenses et distinctions

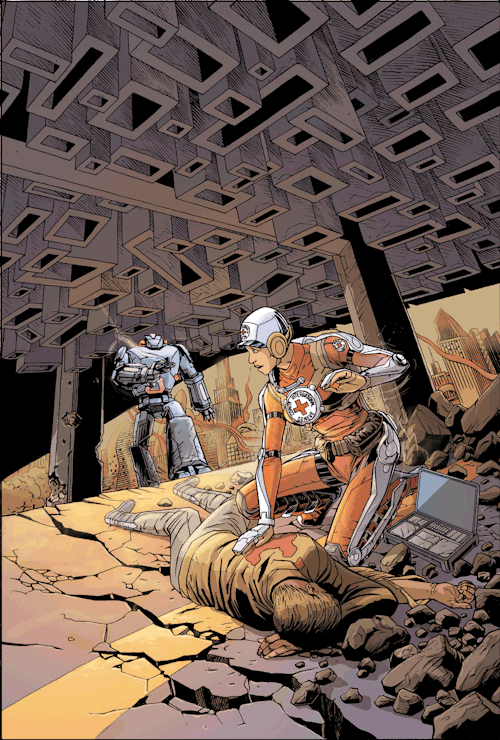
Secours d'urgence d'un humanitaire à une victime en 2065 (2016).

- 2002 :  Prix Africa & Mediterraneo de la meilleure bande dessinée inédite d'auteur africain[6]
- 2010 :  Prix Glyph Comics (en) de l'histoire de l'année pour Unknown Soldier no 13-14[7]